# Xenopholis
Xenopholis is een geslacht van slangen uit de familie toornslangachtigen (Colubridae) en de onderfamilie Dipsadinae.

## Naam en indeling
De wetenschappelijke naam van de groep werd voor het eerst voorgesteld door Wilhelm Peters in 1869. Er zijn drie verschillende soorten, inclusief de pas in 2009 wetenschappelijk beschreven soort Xenopholis werdingorum.

## Verspreiding en habitat
Alle soorten komen voor in delen van Zuid-Amerika en leven in de landen Bolivia, Peru, Ecuador, Brazilië, Frans-Guyana, Colombia, Venezuela en Paraguay.

## Beschermingsstatus
Door de internationale natuurbeschermingsorganisatie IUCN is aan een soort een beschermingsstatus toegewezen. Xenopholis scalaris wordt beschouwd als 'veilig' (Least Concern of LC).

## Soorten
Het geslacht omvat de volgende soorten, met de auteur en het verspreidingsgebied.
| Naam                   | Auteur                         | Verspreidingsgebied                                                 |
| ---------------------- | ------------------------------ | ------------------------------------------------------------------- |
| Xenopholis scalaris    | Wucherer, 1861                 | Bolivia, Peru, Ecuador, Brazilië, Frans-Guyana, Colombia, Venezuela |
| Xenopholis undulatus   | Jensen, 1900                   | Brazilië, Paraguay                                                  |
| Xenopholis werdingorum | Jansen, Álvarez & Köhler, 2009 | Bolivia, Brazilië                                                   |